# (33284) 1998 HD153
1998 HD153 (asteroide 33284) é um asteroide da cintura principal. Possui uma excentricidade de 0.18087350 e uma inclinação de 13.03098º.
Este asteroide foi descoberto no dia 24 de abril de 1998 por LINEAR em Socorro.